# Dolly Roll
A Dolly Roll magyar popegyüttes a Hungária együttes feloszlatása után, 1983. június 26-án alakult meg. Eredeti felállása a következő volt:
- Penczi Mária Ilona (Dolly),

- Kékes Zoltán (Sziszi),

- Novai Gábor (Nova),

- Fekete Gyula (Szaxi Maxi),

- Jeszenszky Béla Tibor (Flipper Öcsi),

- Zsoldos Gábor (Dedy).

## Története
1983-ban jelent meg című első nagylemezük, a Vakáció, és három hónap alatt aranylemez lett — ez akkor 100 000 eladott lemezt jelentett. Rá két hónapra érték el a platina státuszt 250 ezer eladással.
1984-ben új albumuknak az Eldoradoll címet adták, és ez is nagyon sikeres lett. Ősszel a Mahart Klubban nyitották meg az első Dolly Roll Klubot; tagjaik száma egy-két hét alatt ezer fölé nőtt. Minden hétvégén üzemeltek, színes programokkal kedveskedtek látogatóiknak. Még ez évben 50 állomásos turnéra indultak az országban. Nagy koncertet tartottak a Budapest Sportcsarnokban is, egyedülálló látványtechnikával: egyebek közt 20 méteres „windszörnnyel”, hatalmas piros szívvel, lézerrel és pirotechnikával, forgó tükörgömbbel és több száz luftballonnal. A Modern Románc című dalnál Dolly füst- és lézerködben emelkedett fel a színpad aljából.
A követően két évben egy, illetve két újabb lemezzel jelentkeztek:
- 1985: Happy Coctail,
- 1986: Oh-La-La és Viva Mexico.

Az első négy évben 4 arany-, 1 platina- és 1 gyémántlemezt érdemeltek ki. Továbbra is sikerrel turnéztak az országban és ismét megtöltötték a BS-t.
1987-ben Jeszenszky Béla Tibor (Flipper Öcsi) és Zsoldos Gábor (Dedy) kilépett a zenekarból; ez ihlette az azóta legendássá vált Elpattant egy húr című dalt. A kilépők helyett Kecskés Gábor (Richie) dobos-énekest vették fel. Még ebben az évben új lemezzel jelentkeztek: a Játék az élet gyorsan bearanyozódott.
1988-ban keményebb, rockosabb albumot adtak ki: ez lett a Zakatol a szív.
1989-ben Fekete Gyula (Szaxi Maxi) is kilépett, így már csak négyen folytatták:
- Penczi Mária Ilona (Dolly),

- Novai Gábor (Nova),

- Kékes Zoltán (Sziszi) és

- Kecskés Gábor (Richie).

A zenekar kiadót váltott, majd egy feldolgozásokat tartalmazó lemezzel rukkoltak ki Ábrándos szép napok címmel. Ennek a címadó dala, ami egyébként a Those Were the Days (eredetileg orosz dal) magyar változata a slágerlisták élére került, és természetesen ez is aranylemezt lett.
A csapatot megkereste a Rock Színház két vezetője, Várkonyi Mátyás és Miklós Tibor, hogy közreműködésüket kérje Anthony Burgess : Egy tenyér ha csattan című regényének színpadra viteléhez; ők írták a darab zenéjét. A mű főszereplője Eszenyi Enikő volt. A betétdalokat összesítette új albumuk, a Dupla vagy semmi.
1990-ben jelent meg második feldolgozáslemezük Ébreszd fel a szívemet címmel — ezzel a platina státuszig jutottak. Saját dalokat tartalmazó korongjuk, a Rég volt, szép volt... aranylemez lett.
1991-ben került a boltokba Gondolsz-e majd rám című, közkedvelt slágereket tartalmazó albumuk.
1992-ben Novai Gábor (Nova) is elhagyta a zenekart, tehát mindössze hárman maradtak: Dolly, Kékes Zoltán, és Kecskés Gábor (Richie). Közös albumot adtak ki Wanda Jacksonnal, és ennek felvételéhez a világsztár Budapestre látogatott. A Rock and Rollra hívlak című lemezen Wanda Jackson egyedül énekelte a Let's have a party, Tweedle dee, és Stupid cupid című dalokat. Az egyik legnépszerűbb dal a Rit it up lett, amelyet Dolly és Wanda Jackson közösen énekelt magyar és angol szöveggel. Wanda Jackson a Késő bánat című dalt angolul nyelven adta elő Too late címmel. Az album bemutatóján több mint 100 ezer ember gyűlt össze a Felvonulási térre.
1993-ban kiadott Beat Turmix ’60 című lemezükhöz tehetséges fiatalokat kerestek. Ebben az évben adták ki első gyermekalbumukat Tipi-Tapi Dino címmel.
1994-ben jelentkeztek a Beat Turmix ’60, 2. albummal, amin újabb fiatalok mutatkoztak be:
- Kékes Rafaella énekelte a nagy sikerű francia slágert, a France Gall előadásában világhírűvé vált Poupée de cire, poupée de son-t,

- Grazina Kowalczky egy érzelmes dalt,
- a Let’s Go fiúcsapat pedig a Gimme Some Lovint, persze magyar szöveggel. Az album legnagyobb slágere a Popocarapetl Twist lett.

Még ebben az évben kijött az újabb dínó-lemez is, a Tipi-Tapi Party.
1995-ben újra összeállt a Hungária együttes, ezért a Dolly Roll szünetelt. Kecskés Gábor (Richie) ez idő alatt az akkor induló Music Top Tv-ben belekóstolt a műsorvezetésbe.
1996-ban ők írták az atlantai olimpiára induló magyar csapat indulóját, és új albumuk címének is az Atlanta rá-rá-rá Hajrá!!! címet adták.
1997-ben a Tipi-Tapi Dínó sikerein felbuzdulva megírták harmadik, főleg gyermekeknek szóló lemezüket is. A Tipi-Tapi Meseországban fő slágere a Tipi-Tapi Tamagocsi lett; ebben az akkor divatos tamagocsi gyermekjátékról énekeltek. A címadó dalt több nyelven is felvették.
1998-ban egy koncertre összeállt az első Dolly Roll, és alakulásuk 15. évfordulóján a Budapest Sportcsarnokban adtak koncertet. Ennek hangfelvételét Vakáció-ó-ó ’98 Koncertalbum címmel adták ki.
1999-ben egy merész húzással operett-feldolgozásokkal jelentkeztek. A Poperett című lemezen ismert operettslágereket dolgoztak fel modern stílusban.
2000-ben jelent meg Dolly első szólóalbuma Könny és mosoly címmel. A dalok zenéjét és szövegét is Dolly írta, és ő is adja elő őket.
2001 novemberében Dolly egy különleges koncerten vett részt Csepregi Éva, Vincze Lilla, és Zoltán Erika társaságában. A szilvesztert a Dolly Roll Melbourne-ben töltötte. Az ausztráliai turné egy hónapig tartott.
A 2002-ben részt vettek a TV2 Dalnokok ligája című zenés szórakoztató műsorában, a tőlük megszokottól eltérő stílusú produkcióval.
2003-ban a margitszigeti szabadtéri színpadon tartották a 20 éves jubileumi koncertet. Vendégeik voltak:
- Marót Viki és a Nova Kultúr zenekar,

- Szikora Róbert,

- Fekete Gyula (Szaxi Maxi),

- Kékes Zoltán és

- Kecskés Gábor (Richie).

A koncert élő felvétele az év őszén jelent meg CD-n Dolly Jubileumi Koncert címmel.
2004-ben Magyarországon, Erdélyben és a Felvidéken turnéztak.
2005-ben kiadott lemezük a DOLLY PluSSz. Egy kivétellel ennek dalait is Dolly írta és hangszerelte. Három duett van köztük: az egyiket Dolly Szulák Andreával, a másikat Szandival énekli. A harmadik kivétel Fenyő Miklós szerzeménye. A szemed ugye csillog még — ezt Dolly a szerzővel közösen adja.
2006-ban nemcsak Magyarországon koncerteztek, hanem az Amerikai Egyesült államokban is. Augusztus első felében Fenyő Miklós meghívta Dolly-t a szigeti koncertjére.
2007-re újabb nagy Hungária-bulit terveztek, de ez a zenészeken kívülálló okok miatt nem sikerült.
2008-ban volt 25 éves a Dolly Roll, ezt az évet azonban beárnyékolta Flipper Öcsi halála.
2009-ben egy karácsonyi albumot adtak ki Dolly Roll Karácsony címmel. Megjelent az Emlékszel még? – Best of Dolly Roll dupla lemezes, 38 dalt tartalmazó válogatásalbum is.
2017-ben elhunyt  Kékes Zoltán, az együttes gitárosa, vezetője és menedzsere. Ezután Dolly bejelentette, hogy a Dolly Roll ebben a formában nem működik tovább, mert bár jogilag továbbvihetné a nevet, érzelmileg képtelen lenne rá. Azóta a 2005-ös lemezéről elnevezett Dolly Plusssz együttessel koncertezik.
A Dolly Roll közel három évtizedes fennállása alatt számos koncertet adott, turnét bonyolított, show-műsorokban és fesztiválokon szerepelt. Több mint 4 millió hanghordozót adott el, köztük 15 arany-, 3 platina- és 1 gyémántlemezt.

## Albumaik
- Vakáció-ó-ó (1983)
- Eldoradoll (1984)
- Happy coctail (1985)
- Oh-la-la (1986)
- Játék az élet (1987)
- Zakatol a szív (1988)
- Best of (1988)
- Dupla vagy semmi (1989)
- Ábrándos szép napok (1989)
- Ébreszd fel a szívemet! (1990)
- Rég volt, szép volt (1990)
- Gondolsz-e majd rám (1991)
- Rock & roll-ra hívlak! (1992)
- Beat Turmix 1 (1993)
- Tipi-Tapi Dinó (1993)
- Beat Turmix 2 (1994)
- Tipi-Tapi Party (1994)
- Atlanta Rá-Rá-Rá Hajrá!!! (1996)
- Tipi-Tapi Meseországban (1997)
- Dolly Roll ReMix '98 (1998)
- Vakáció-ó-ó '98 koncertalbum (1998)
- Poperett (1999)
- Könny és mosoly (Dolly) (2000)
- Simogass Napsugár - válogatás (2000)
- Dolly Roll Gold '83-'94
- Dolly Jubileumi Koncert (2003)
- Dolly PluSSSz (Dolly) (2005)
- Emlékszel még? - Best of Dolly Roll (2009)
- Dolly Roll Karácsony (2009)
- Játék az élet DVD + CD válogatás (2011)
- Dupla vagy semmi DVD + CD válogatás (2012)
- Dolly Roll - Arrivederci Amore (2015)